# Vindelgransele
Vindelgransele (umesamiska Krániesuvvane eller Guossasuvvane, sydsamiska Kraeniesovvene) är en by vid Vindelälven i Lycksele kommun. 

## Historik
Området kring Granselet i Vindelälven ingick i början av 1700-talet i ett lappskatteland som kallades för Granselelandet (Krane-suvvune) med huvudviste i Granselet senare Brännäs. Området sträckte sig österut till Malån och det nyligen restaurerade samevistet Koppsele vid Malån var en del av Granselelandet. På 1740-talet och framåt innehades detta land av samen Per Larsson. Omkring 1750 lät Olof Olofsson Sel från Nätra socken insyna ett mindre nybygge vid Granselet med åkermark på Granseleholmen. Denne blev dock inte långvarig på platsen, utan nybygget övertogs snart av Jon Jonsson från Botsmark.

## Vindelgranselefyndet
I samband med odlingsarbeten på Bjärkfallsudden vid Onyttigavan strax uppströms byn gjordes 1938 ett samiskt offerplatsfynd. På en bädd av tättlagda stenar, täckande omkring sju kvadratmeter, hittades renhorn, ben och ett stort antal metallföremål. När antikvarien Gustaf Hallström undersökte platsen 1941 hade platsen redan blivit grundligt plundrad. Ett hundratal föremål kunde tillvaratas, men fyndplatsen antas ha innehållit ytterligare flera hundra föremål.
Bland de katalogiserade föremålen kan nämnas spännen av brons, tenn och silver, arm- och fingerringar av brons, glaspärlor, pilspetsar av järn, en nyckel och en del av ett lås av järn, fem stenar som antas vara seitar samt renhorn och ben. En del av benen var brända, vilket visar att offren åtminstone ibland förrättats i samband med eld. Dateringarna spänner över en lång tidsperiod, från 900-tal till 1300-tal.
Senare har två härdar undersökts och grävts ut vid Rågobäckens utlopp, ungefär två kilometer uppströms Bjärkfallsudden. Vid den ena härden hittades två ornerade och tillklippta kopparbleck. Ett kolprov daterades till perioden 1420–1640 e.Kr.

## Guldfyndigheter
Strax väster om Vindelgransele nära länsväg AC1003 ligger guldgruvan Fäbodtjärn, där det från augusti 2024 bryts guldmalm under jord av Botnia Exploration.
Botnia Exploration har även koncession för guldmalmsfyndigheten Vargbäcken strax öster om Vindelgransele.

## Bilder

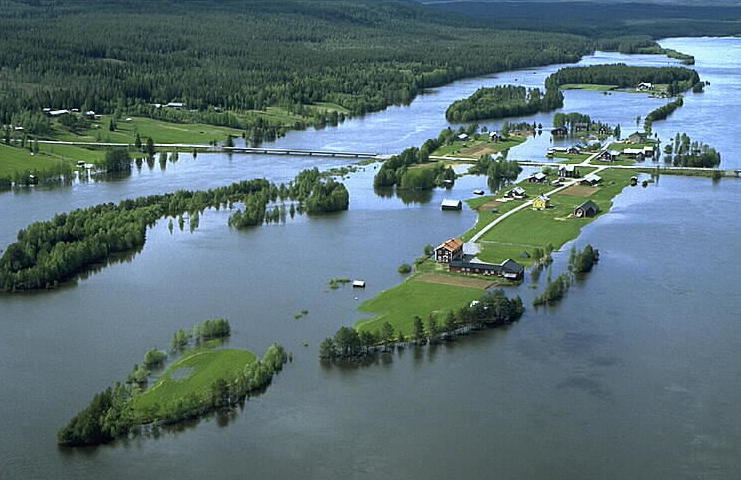
Vindelgransele under översvämningarna i Vindelälven i juni 1995.